# Biomerieux
bioMérieux (Euronext: BIM) es una empresa francesa especializada en diagnóstico in vitro. Fundada en 1963, se encuentra en Marcy-l'Étoile, cerca de Lyon. Presente en más de 160 países a través de 44 emplazamientos, su facturación en 2020 ascendió a 3.100 millones de euros, más del 93% de los cuales se generó a nivel internacional.
La empresa ofrece servicios de diagnóstico (sistemas, reactivos, software, servicios) que determinan el origen de una enfermedad o contaminación. Sus productos se utilizan principalmente en el diagnóstico de enfermedades infecciosas. También se utilizan para la detección de microorganismos en productos alimenticios, farmacéuticos y cosméticos.